# Trude Kolman
Trude Kolman (* 15. September 1904 in Nürnberg; † 30. Dezember (Anm.) 1969 in München; gebürtig Gertrude Kohlmann) war eine deutsche Schauspielerin, Kabarettistin, Regisseurin und Theaterleiterin.

## Leben
Nach einer Ausbildung zur Buch- und Kunsthändlerin nahm sie Schauspielunterricht bei Tilla Durieux. Seit 1920 trat sie als Diseuse und Kabarettistin an verschiedenen Berliner Kabaretten auf, zum Beispiel 1928 an Rosa Valettis „Larifari“ und 1931 an der „Katakombe“. In Toller/Hasenclevers Revue Bourgeois bleibt Bourgeois wirkte sie am 12. Februar 1929 bei der Premiere im Lessing-Theater mit. Zudem übernahm sie Filmrollen.
1932 eröffnete sie ihr eigenes Kabarett „Casanova“, 1935 übernahm sie das vom emigrierten Friedrich Hollaender neu gegründete „Tingel-Tangel-Theater“, das jedoch bereits am 10. Mai 1935 aus politischen Gründen geschlossen werden musste. Noch im selben Jahr emigrierte Kolman nach Wien.
Hier gründete sie eigene Kabarette, unter anderem „Der sechste Himmel“. Nach dem Anschluss Österreichs 1938 emigrierte sie nach Prag und hielt sich in London und Zürich auf. 1939 ließ sie sich in Großbritannien nieder, wo sie bis 1949 in Loxwood eine Pension leitete.
1950 kehrte sie nach Deutschland zurück. Am 25. Januar 1951 eröffnete sie das Kabarett „Die Kleine Freiheit“ in München. Wichtigster Autor des Kabaretts war Erich Kästner, Kolman wirkte als Regisseurin und Schauspielerin und trug maßgeblich zur Entwicklung des Münchner Nachkriegskabaretts bei.
Seit 1961 wandte sie sich dem Boulevardtheater zu und machte aus dem Kabarett ein reines Theater. Sie inszenierte auch an anderen Münchner Bühnen, zum Beispiel am 5. März 1967 die Uraufführung von Mischa Spolianskys Wie lernt man Liebe am Cuvilliés-Theater.

## Filmografie
Darstellerin
- 1930: Zweimal Hochzeit
- 1931: Die Bräutigamswitwe

Regie
- 1955: Squirrel
- 1956: Das Abschiedsgeschenk (auch Drehbuch)
- 1965: Liebe nicht ausgeschlossen
- 1966: Die verschenkten Jahre
- 1966: Oh, diese Geister